# Józef Wojtanowicz
Józef Wojtanowicz – polski geograf, profesor nauk przyrodniczych.

## Życiorys
W 1960 ukończył studia geograficzne na Uniwersytecie Marii Curie-Skłodowskiej w Lublinie, w 1969 obronił pracę doktorską, w 1978 habilitował się. W 1988 uzyskał tytuł profesora nauk przyrodniczych. Został zatrudniony w Państwowej Szkole Wyższej im. Papieża Jana Pawła II w Białej Podlaskiej i na Uniwersytecie Marii Curie-Skłodowskiej w Lublinie.
Był członkiem prezydium Komitetu Badań Czwartorzędu PAN, oraz członkiem Komitetu Nauk Geograficznych Polskiej Akademii Nauk.